# Charles Lemaire
Charles Antoine Lemaire (Parigi, 1º novembre 1800 – 22 giugno 1871) è stato un botanico francese.
| Lem. è l'abbreviazione standard utilizzata per le piante descritte da Charles Lemaire. Consulta l'elenco delle piante assegnate a questo autore dall'IPNI. |